# Domenico Sartori
Domenico Sartori, noto anche con lo pseudonimo di Cremondo Rosiati, anagramma del suo nome (Pisa, 11 novembre 1902 – Pisa, 11 marzo 1956), è stato uno scrittore italiano.
Commediografo, attore, poeta in vernacolo, fondò il periodico La Cèa che fu pubblicato per cinque anni, scomparendo poi nel 1955 poco prima dello scrittore stesso.

## Biografia

Domenico Sartori in una caricatura di F.Giovannini - 1954

Figlio di Vittorio Sartori e Teresa Marziali, frequentò da ragazzo l'Istituto Salesiano di Collesalvetti dove ottenne il diploma di liceo. Una serie di difficoltà familiari rese la sua giovinezza difficile, ma con il matrimonio con Maria Irma Focacci, avvenuto il 20 novembre 1925, quando egli abitava in piazza Santa Caterina (nel piano superiore della Canonica con annesso Teatro, l'attuale Lux) e con l'impiego al Dazio di Pisa in qualità di contabile, cominciarono interessi e soddisfazioni, anche grazie alla nascita dei figli Vittorio (1925), Carla (1927), M. Grazia (1929) e Franca (1943).
Successivamente si trasferì in via Mercanti prima, ed in Piazza della Berlina poi, dove riuniva gli amici e programmava la sua attività di attore, di direttore artistico e di compositore vernacolo.
Di origine friulana (i genitori provenivano da Gemona), seppe immedesimarsi profondamente nella vita e nella sensibilità pisana, di cui divenne, insieme ad amici e familiari (da lui utilizzati tutti nelle frequenti recite teatrali), un propulsore, tanto che gli Amici del Teatro di Pisa, in un attestato di benemerenza datogli nel 1955, gli attribuirono la "creazione del teatro vernacolo pisano" e la divulgazione dei tanti componimenti teatrali classici, allora di moda.

Sartori con la moglie in "Il fornaretto di Venezia"

Piccolo di statura (la patente n. 30 dell'Agenzia Comunale delle Imposte di Consumo reca l'altezza di m. 1,64), di colorito olivastro, con capelli a riccioli che gli inquadravano prepotentemente la faccia e ne mettevano in ancor più evidenza gli occhi profondi, nella sua breve vita (appena 54 anni, così come a poco più di 50 anni erano giunti i suoi genitori) seppe conquistarsi l'amicizia di illustri personalità della sua epoca (tra tutti Giuseppe Malagoli e Bruno Fattori, che ebbero una grande parte nella ricostruzione del vernacolo pisano post-guerra) e l'amicizia di molti che con lui collaborarono a rendere più fiduciosa la tetra atmosfera di una Pisa distrutta dalla guerra.
Le sue recite, tenute dapprima nei massimi teatri della città, non disdegnarono poi quelli modesti di provincia così come non disdegnarono, dopo la guerra, gli improvvisati piccoli teatri della sua città martoriata e semidistrutta. La vicinanza del teatro di Santa Caterina (poi distrutto da un furioso incendio all'epoca dei contrasti tra cattolici e fascisti nel 1931) e quella del Verdi ne stimolarono l'attività teatrale e di compositore, che iniziata con "La 'Onquista delle Baleari" (1935) culminò poi con "La 'asa rifatta" del 1947 e con la fondazione del periodico "La Cèa" (1950-1955).
Morì l'11 marzo 1956.

## Opere

Il frontespizio della commedia in tre atti "Il Gobbo di Picche", 1945

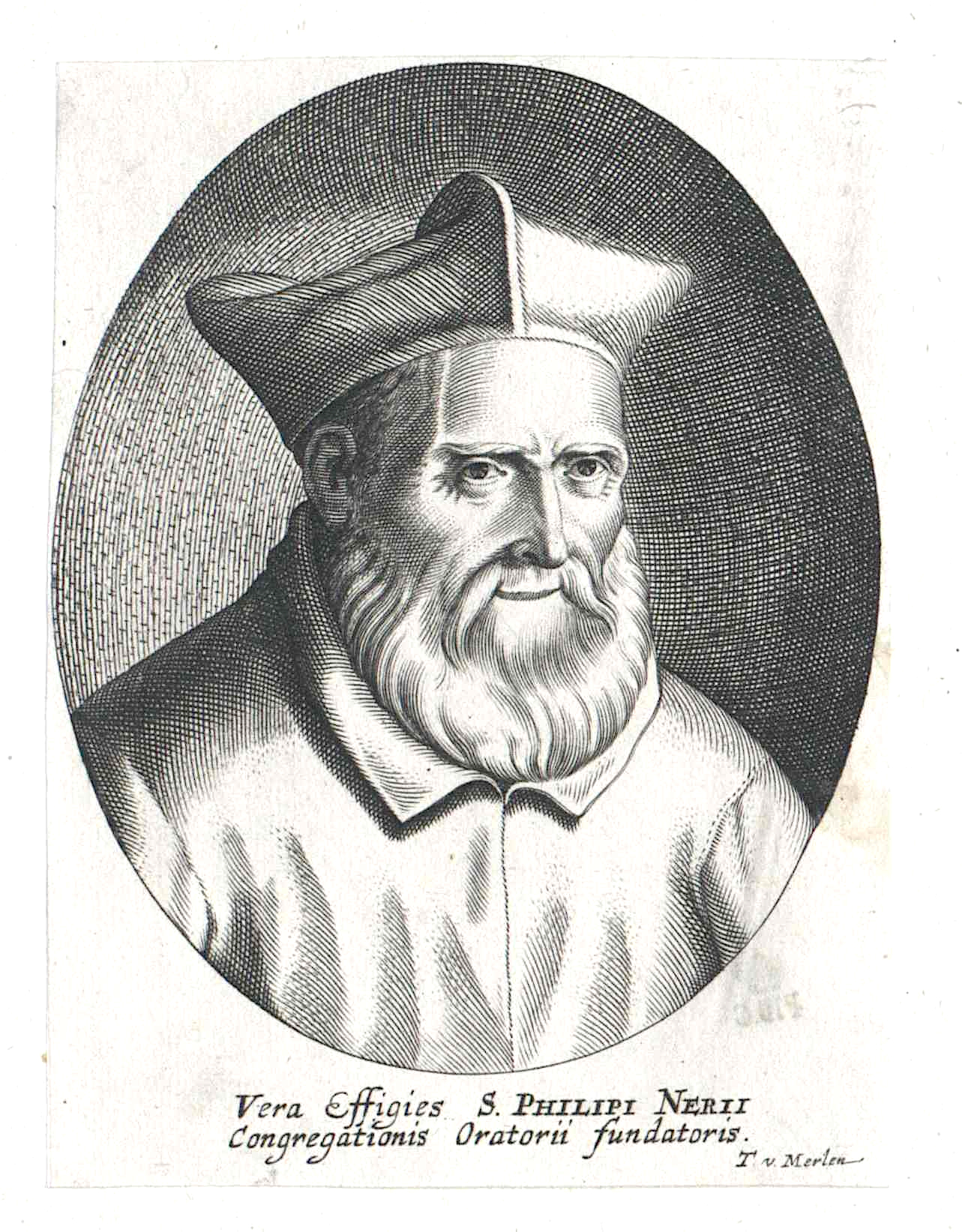
La prima pagina del manoscritto del poemetto Nèri Scaccèri e la su' Pisa

La copertina di "Neri Scaccieri" nell'edizione illustrata da Paolo Terreni del 1979

Il manifesto di presentazione de "La 'asa rifatta", 1947

Durante la sua vita Sartori produsse un notevole numero di opere, tutte trattanti fatti e avvenimenti pisani, o relativi alla storia e la cronaca presente (ad esempio con Er Giòo der Ponte), o al glorioso passato della Repubblica Marinara (ad esempio con La 'Onquista delle Baleari).
La maggior parte delle opere successive alla Seconda guerra mondiale è inserita nei numeri del periodico mensile La Cèa, e tratta gli stessi temi delle opere precedenti.
Le opere più importanti sono:
- La gròlia di Pisa, 1935
- La 'Onquista delle Baleari, 1935
- Er Giòo der Ponte, 1935
- Pisa 'un c'è più, 1944
- Macerie, 1945
- Il Gobbo di Picche, commedia in tre atti, la cui stesura fu avviata nel 1945 senza essere poi portata a termine (si interrompe alla scena 8ª del primo atto[5]).
- La 'asa rifatta, 1946
- Ar Barzello, in "Favente Diana" Mostra della Caccia 1946. Numero Unico anno XVI, p. 6
- Biritùfoli, in "La Cèa", 1950, n. II, p. 4, prosa
- Pezzettino di cèlo, in "La Cèa", 1950, n. I, p. 2, poesia
- Bella mi' Pisa, in "La Cèa", 1950, n. VIII, p. 3, poesia
- Da quando viensi ar mondo..., in "La Cèa", 1950, n. IX, p. 5, poesia
- La 'ampanella di Natale, in "La Cèa", 1950, n. X, p. 1, poesia
- Disfida ar Giòo, in "La Cèa", 1950, n. IV, p. 5, poesia
- Quando Pordino..., in "La Cèa", 1950, n. IV, p. 7, poesia
- La 'Onquista delle Baleari, in "La Cèa", 1950, n. X, p. 6, 1ª puntata, poemetto
- La 'Onquista delle Baleari, in "La Cèa", 1951, n. I, p. 4, 2ª puntata
- La 'Onquista delle Baleari, in "La Cèa", 1951, n. II, p. 6, 3ª puntata
- La 'Onquista delle Baleari, in "La Cèa", 1951, n. III, p. 3, 4ª puntata
- La 'Onquista delle Baleari, in "La Cèa", 1951, n. IV, p. 2, 5ª puntata
- La 'Onquista delle Baleari, in "La Cèa", 1951, n. V, p. 6, 6ª puntata
- La 'Onquista delle Baleari, in "La Cèa", 1951, n. VII, p. 6, 7ª puntata
- La 'Onquista delle Baleari, in "La Cèa", 1951, n. VIII, p. 6, 8ª puntata
- La 'Onquista delle Baleari, in "La Cèa", 1951, n. IX, p. 6, 9ª puntata
- La 'Onquista delle Baleari, in "La Cèa", 1951, n. XII, p. 7, 10ª ed ultima puntata
- Schisoli, vocabolarietto in 16 puntate su "La Cèa" dal settembre 1951 al gennaio-febbraio 1953
- Chi campa si rifà, in "La Cèa", 1952, n. IX, pp. 4–5-6, prosa
- Alla Luminara, in "La Cèa", 1953, n. VI, p. 6
- Ar Barzello, in "La Cèa", 1953, n. VII, p. 3
- Er Bimbo Malato, in "La Cèa", 1953, n. VIII/IX, p. 5
- Pisa 'un c'è più..., in "La Cèa", 1953, n. VIII/IX, p. 9
- Er Ber Canto, in "La Cèa", 1953, n. X, pp. 4–5-6
- La Gloria di Pisa (Scenetta Vernaola), in "La Cèa", 1954, n. I/II, pp. 6–7; vignetta, I episodio
- La Gloria di Pisa (Scenetta Vernaola), in "La Cèa", 1954, n. III/IV, pp. 4–5-6-7-8; vignetta, II episodio seguito del numero precedente
- Pineta, in "La Cèa", 1954, n. VIII/IX, p. 9
- Convegno a San Giusto, in "La Cèa", 1954, n. X, p. 1
- Er Poeta e la Bimbetta - Er mio e 'r tuo..., in "La Cèa", 1955, n. I/II, p. 10
- Nèri Scacceri e la su' Pisa, manoscritto, riguardante la storia di San Ranieri e della città di Pisa, con cui, nel 1953, vinse la "Cèa d'oro" al "Primo concorso per una composizione in vernacolo pisano" bandito in quell'anno dall'Ente Provinciale per il Turismo[6]
- Neri Scaccièri: La 'onquista delle Baleari, Pisa: Nistri-Lischi, 1954, prima edizione di Neri Scacceri in coppia con La 'onquista delle Baleari.
- Neri Scaccieri illustrato da Paolo Terreni[7], edito dopo la morte del Sartori da Paolo Terreni che lo ha illustrato, Pisa: Nistri-Lischi, 1979
- La Toscanella, parodia vernacola in 3 atti dell'opera Tosca di Giacomo Puccini, unica commedia rimasta inedita, edizione postuma: Domenico Sartori, La Toscanella, Pontedera, Bandecchi&Vivaldi, stampa 2002[8]

## Pseudonimi
Domenico Sartori ha pubblicato anche con due pseudonimi:

### Cremondo Rosiati
Questo pseudonimo è anche un anagramma del nome autentico.
Sotto questa firma Sartori ha prodotto:
- dal 1941 il giornalino "Al pezzo!"
- In Crinia, in "La Cèa", 1951, n. VIII, p. 2
- Er Neonato, in "La Cèa", 1952, n. I, pp. 5–6
- Frate Zuccone, in "La Cèa", 1952, n. II, p. 5
- Giannibéo, in "La Cèa", 1952, n. III, p. 4
- Er Deôro della legge, in "La Cèa", 1952, n. IV, p. 5
- Anno Nòvo, in "La Cèa", 1952, n. XI/XII, p. 4
- Pasqua, in "La Cèa", 1953, n. III, p. 1
- Natale, in "La Cèa", 1953, n. XI/XII, p. 1,2

### D.S.
Sotto questa firma Sartori ha prodotto:
- Stornellata, in "La Cèa", 1951, n. 1, p. 6
- Al Traghetto, in "La Cèa", 1951, n. 5, p. 5
- Mamma, in "La Cèa", 1952, n.1, p. 2

## Il ruolo di Sartori nella letteratura vernacola pisana

### Il "faticoso periodo della ricostruzione"

Distribuzione di frequenza dei contributi in vernacolo nel periodo 1872-1986

Dopo la II Guerra Mondiale, ebbe inizio per la letteratura vernacola pisana il "faticoso periodo della ricostruzione (1950-1974)".
Gli eventi bellici sono rimasti profondamente incisi nelle vicende e nella letteratura vernacola pisana. Troppe distruzioni, materiali e morali, a cui è succeduto un boom economico che ha "spostato" il baricentro della vita individuale e collettiva.
Vari fenomeni furono complici di questa "crisi":
- i processi industriali, l'urbanesimo, il profondo rimescolio degli abitanti dalle altre regioni in Toscana e viceversa;
- l'attenuarsi graduale della vita agricola e la profonda modifica delle professioni artigianali abituali;
- l'elevarsi del livello scolastico e il progressivo formarsi della lingua regionale e nazionale abbastanza "omogenee" per opera dei mass-media, televisione e radio in testa;
- la rivoluzione delle strutture economiche e culturali che hanno portato a una trasformazione dei valori tradizionali.

Il momento in cui compaiono i primi poemetti di Sartori non è certo tra i più favorevoli alla musa vernacola, che da qualche tempo vive infatti appartata in discreta solitudine. Già nei primi anni del nuovo secolo l'interesse che aveva sospinto tanti scrittori verso l'esperienza vernacola si è decisamente attenuato e non sembra più trovare sbocchi utili ad una sua rinnovata e positiva esplicazione. La crisi si aggrava poi con il fascismo: si cerca con sempre maggiore insistenza il grandioso, si valorizza il nazionale, si esalta la romanità a scapito della pisanità, e si restringe così il già delimitato spazio per il domestico ed il paesano.
Poi arriva la guerra e sembra che del vecchio mondo non debba proprio rimanere più nulla. Ed è invece proprio sotto la spinta di questo evento traumatico che avviene il graduale recupero delle piccole cose della tradizione cittadina. Così, il Sartori ha modo di esprimere il meglio dei suoi sentimenti e della sua espressione artistica (lirica) in Pisa 'un c'è più (1944), in Macerie (tre atti in vernacolo pisano ambientati a Pisa nell'estate del 1945), in La 'asa rifatta: (tre atti in vernacolo pisano collocati a Pisa tra il 1945 ed il 1946), in Nèri Scacceri (1954).
Il dramma di una città distrutta, di cui si fanno eco i diari dello scultore Cenni e dell'avvocato Gattai e i disegni scheletrici di Mino Rosi, affiora nel dolore di un pisano autentico che non solo piange sulle macerie materiali, sulle ferite impresse alla sua città, ma riflette su altre macerie "morali" tra cui il progressivo sfaldamento della famiglia e del quadro dei valori tradizionali, per effetto della presenza delle truppe americane, del consumismo e dell'egoismo invadente. Il suo forte richiamo alla solidarietà è la nota più frequente ed importante che, insieme ad una speranza mai venuta meno, offre motivi di conforto all'opera di ricostruzione materiale che vuole riportarela città ai fulgori di prima, a quella "Solitudine di un Impero" narrata prima da Borchardt in Pisa, solitudine di un impero (1920) e poi da Fernando Vallerini in Pisa come una fiaba (1979).

### Il Comitato "Renato Fucini"
All'indomani della fine della seconda guerra mondiale, i pochi superstiti della quasi spenta tradizione vernacola cittadina, insieme con alcuni nuovi seguaci, sotto la guida di Domenico Sartori, si ritrovano come un "gruppo di amici pisani" al Comitato "Renato Fucini".
I membri più significativi del comitato furono Giuseppe Malagoli, Angiolino Da Prato, Gualberto Jacopini, Jago Belloni e Bruno Fattori, che al suddetto Comitato conferirono "lustro e decoro" sia col nome famoso che con la propria opera.
Non meno meritevoli e meno importanti furono gli altri membri che, comunque, fin dall'inizio si adoperarono in favore dell'organismo, contribuendo al successo delle sue iniziative, tra questi: Oreste Adami, Furio Bartorelli, Arturo Birga, Orazio Camaiori, Enrico Cangini, Giuseppe Chiellini, Enrico Ciaranfi, Renato Cristiani, Renzo Del Punta, Renzo Ferrini, Luciano Lischi, Alfredo Marcelli, Ezio Micheletti, Cristoforo Niccoli, Nello Nuti, Giovanni Taddei, Ramiro Torrini, Ettore Tosi.
Il Comitato "Renato Fucini" era nato, come racconta Bruno Fattori, in una povera casa del centro storico in una buia serata del febbraio del 1945 "allo scarso e vacillante chiarore di una lucernetta a nafta".

### "La Cèa"
Nel febbraio 1950 il Comitato fa uscire il suo periodico mensile, il suo "organino ufficiale", La Cèa, un nome scelto da Domenico Sartori.
Torna così a fiorire il vernacolo con i suoi cultori, tornano a farsi avanti poeti e prosatori, fa le prime brillanti prove il teatro dialettale, una esperienza del tutto nuova per la città. Al centro di questo fervore operativo si pone Domenico Sartori, che neppure negli anni più duri della guerra aveva tralasciato di coltivare la sua diletta Musa. Egli, infatti, fonda e dirige nel 1941 il giornalino "Al pezzo!", quattro pagine formato 33 x 21 tutte redatte a penna con caratteri incredibilmente uniformi, dove presenta vivaci pezzi vernacoli, sia in prosa che in versi, firmati con l'anagramma Cremondo Rosiati. Neppure i gravosi impegni militari (ai quali fu costretto dalla guerra) riescono dunque ad interrompere del tutto l'attività vernacola di Sartori, ma è nell'immediato dopoguerra che può esprimersi appieno tutto il suo fervore creativo: nelle sue liriche di ambiente, nelle commedie, nelle pagine de La Cèa. La Cèa tiene a presentarsi subito, con fare sommesso, come "l'amica di quanti amano il vernacolo" e precisa di perseguire un solo intento: "essere l'eco fedele dei vernacolisti pisani, costruire la palestra ove lo spirito e il sentimento degli scrittori in vernacolo possano trovare lo spazio per sfogare, almeno un poco, quella esuberanza fatta di vivace spregiudicatezza e di delicata sensibilità propria di chi sente la profonda bellezza del nostro linguaggio popolaresco e cerca di esprimerla adornandola di poesia".
L'iniziativa non è priva di rischi, e ben lo avverte Domenico Sartori, che, per altro, vuol provare "l'aria che tira". La "prova", tutto sommato, fu assai incoraggiante. Lo si rileva da un primo ampio riepilogo apparso sul numero di settembre (Du' bicci di 'onto), in cui, se da una parte si denunciava l'indifferenza di molti, si evidenziava anche, dall'altra, l'accoglienza riservata al giornale da tanta gente di ogni ceto sociale. Per conseguire i risultati più ambiziosi, tali da aprire a La Cèa prospettive di più ampio raggio, sarebbe stato necessario che il giornale potesse "trovare sul suo cammino il buon amico" disposto ad aiutarlo. Ma l'invocato "buon amico" non fu trovato né allora, né mai, così a La Cèa non fu consentito in nessuna fase della sua esistenza di "nuotare" rigogliosa nell'abbondanza. Gli intoppi sulla sua "rotta" non furono pochi né lievi ed erano così riepilogati dallo stesso Sartori: scarsa sensibilità da parte di enti e imprenditori, modesto numero di abbonati (per di più nemmeno puntuali all'atto del rinnovo dell'abbonamento), vendite insufficienti nelle librerie e nelle edicole.
In una città come Pisa, lamentava Sartori, sarebbe stato ragionevole "poter contare" su di una diffusione pari almeno al "decuplo" delle vendite effettive. Eppure, osservava ancora Sartori, La Cèa era l'unico giornale pisano vivente e finché visse, visse spigliata e briosa, contenta del modesto ma caldo ambiente familiare in cui si muoveva e, soprattutto, della sua positiva funzione di suscitatrice e animatrice dei valori più autentici della pisanità. Da questo punto di vista, il successo de La Cèa fu innegabile: essa riuscì infatti a risvegliare affetti e consensi un po' dappertutto, a Pisa, ma anche altrove, in Italia e all'estero tra i pisani lontani dalla loro città, portando ovunque "la fresca vena che scaturisce dall'animo popolare" ed il sapore e l'immagine della cara, indimenticabile Pisa.
"La Cèa" maturò all'interno di un gruppo di amici pisani, i più autorevoli e più assidui, anche come collaboratori, furono Bruno Fattori, Angiolino da Prato, l'ideatore del gruppo, Arturo Birga, Domenico Sartori, Beppe Chiellini, Gualberto Jacopini, Alfredo Marcelli, Enrico Palla, Norberto Di Sacco, Luciano Lischi e Renzo del Punta, tutti membri del Comitato "Renato Fucini".
"La Cèa" si fece presto promotrice di un premio di poesia in vernacolo pisano, i cui componenti della commissione erano: Bruno Fattori, Orazio Camaiori, Guido Quercioli, Furio Bartorelli e Domenico Sartori. Il tutto per ricordare degnamente Renato Fucini e Giuseppe Malagoli, studioso appassionato, quest'ultimo, del vernacolo pisano; ma il premio fu istituito soprattutto per mantenere e potenziare la pura tradizione vernacola che nel Bellatalla, nel Lazzeroni, nel Vanni e nel Birga ebbe i suoi più veraci e sinceri continuatori.
Le tematiche da essi sviluppate sono le più varie e colorite, e sono in gran parte legate a fatti e motivi riferibili al primo lustro degli anni cinquanta. Accanto all'immancabile Giòo del Ponte, cui sono riservate particolari attenzioni, a San Ranieri, al Conte Ugolino, agli eventi più memorabili della storia dell'antica Repubblica, e ai consueti episodi di cronaca cittadina, compaiono infatti i temi propri del tempo, quali, ad esempio, i mòri di Tombolo, il calcio ed il tifo per il vecchio Sporting tornato alla ribalta calcistica nazionale, le elezioni e le lotte tra i partiti in lizza per il governo di Palazzo Gambacorti, le grandi invenzioni come la bomba atomica, le nuove scoperte come la penicillina, gli scioperi, i problemi dell'emancipazione femminile, del pensionamento, dell'assistenza mutualistica. I membri del comitato trovano in Sartori "comprensione, competenza, cultura e tanta umanità e sensibilità poetica, doti, tutte, che son proprie delle grandi menti e dei grandi cuori". La scomparsa di Domenico Sartori (marzo 1956) segue di appena un anno la cessazione del giornale (marzo 1955). La collezione integrale de La Cèa rappresenta un patrimonio culturale di inestimabile valore per la storia di Pisa, una storia che il lettore di oggi troverà negli aspetti più pisanamente significativi.
Bruno Fattori ci ricorda in proposito:
(Bruno Fattori, La Rassegna, Pisa San-Marco 1950, p.7)

### Il contributo linguistico-semantico: gli "Schisoli"
Sartori aveva iniziato una riedizione aggiornata del vocabolarietto del vernacolo pisano nell'angolo degli "Schisoli", cioè degli "spiccioli"(="ridotti ai minimi termini", secondo il Vocabolario pisano del Malagoli, p. 365).
Gli "Schisoli" si articolano su La Cèa in 16 puntate, dal settembre 1951 al gennaio-febbraio 1953, e comprendono l'analisi di 278 parole dalla lettera A alla lettera L.
L'analisi delle parole si accompagnava a quella dei proverbi, dei modi di dire per spiegare meglio l'uso della parola nel suo contesto, evidenziandone anche le trasformazioni subite.
Ad esempio:
(Domenico Sartori, "Schisoli", da La Cèa, 9-10 settembre 1952, p.7)
Alla morte del Sartori, sarà poi E. Tolaini nel 1961-1962 a riprendere l'iniziativa con la raccolta attenta di frasi e proverbi.

### La scomparsa del Sartori, un nuovo vuoto per la letteratura vernacola
Sotto l'impulso del Sartori ed a partire dagli autori che l'Adami definisce come facenti parte della "covata della Cea" si ebbe un momentaneo rifiorire di produzione vernacola. Ma quasi subito − dopo la scomparsa del Sartori − si avvertì il vuoto che essa aveva creato, vuoto riempito solo parzialmente dalle iniziative del Comitato Renato Fucini e, per il periodo 1962-74, dalle iniziative del Circolo La Soffitta che con l'istituzione del premio "Archimede Bellatalla" diede un suo contributo alla vita del vernacolo. Purtroppo alla scomparsa del Sartori si aggiunse il progressivo venir meno della produzione di vernacolisti quali Gidiotti, Nuti, Marcelli, Bargagna, Baldasseroni, Cristiani, e si deve quindi aspettare almeno fino al 1975 per una nuova vera e propria ripresa di vivacità e di qualità.
(Adami, Domenico Sartori e gli anni de "La Cèa", in Burgalassi, Domenico Sartori: le sue opere e il suo tempo, p. 48)

## Compagnia del Teatro Pisano
Sartori, per la vicinanza del Teatro di Santa Caterina e del Teatro Verdi, fu stimolato alla produzione teatrale, tanto da ideare e fondare un gruppo artistico, da lui diretto e al quale presero parte anche i suoi familiari. Egli fu un propulsore dell'attività teatrale e della vita culturale pisana in genere, tanto che gli Amici del Teatro di Pisa, in un attestato di benemerenza datogli nel 1955, gli attribuirono la "creazione del teatro vernacolo pisano", anche se un tale titolo andrebbe probabilmente compartecipato con altri.

## IlCampanile d'oro"Domenico Sartori"
Il periodico "Er Tramme" per incrementare la produzione teatrale vernacola ha indetto un concorso per giovani autori: l'anno 1990 ha visto vincitore il giovane pisano Leonardo Begliomini a cui è andato il "Campanile d'oro" intitolato a Domenico Sartori, in quanto "indimenticabile" commediografo, attore, poeta e fondatore del periodico "La Cèa".

## Saggistica su Domenico Sartori
Presentazioni
- Silvano Burgalassi, Presentazione a Domenico Sartori: le sue opere e il suo tempo con scritti di Silvano Burgalassi, Giacomo Adami, Giuseppe De Matteis, Pisa, Comune di Pisa, Tipografia Comunale, 1985.

Prefazioni
- Bruno Fattori, Prefazione a Domenico Sartori, Tutte le opere, Pisa, Nistri-Lischi 1960, pp. 10–18.
- Alberto Niccolai, Prefazione a Domenico Sartori, Er Giòo der Ponte - la 'Onquista delle Baleari, Pisa, Giardini 1935.

Monografie
- Silvano Burgalassi, Domenico Sartori: le sue opere e il suo tempo con scritti di Silvano Burgalassi, Giacomo Adami, Giuseppe De Matteis, Pisa, Comune di Pisa, Tipografia Comunale, 1985.
- Bruno Fattori, Domenico Sartori, cenni biografici in "La rassegna", Pisa, 1956.

Interventi
- Giacomo Adami, Domenico Sartori e gli anni de "La Cèa" in Silvano Burgalassi, Domenico Sartori: le sue opere e il suo tempo con scritti di Silvano Burgalassi, Giacomo Adami, Giuseppe De Matteis, Pisa, Comune di Pisa, Tipografia Comunale, 1985.